# Hans Berger (homme politique)
Pour les articles homonymes, voir Hans Berger et Berger (homonymie).

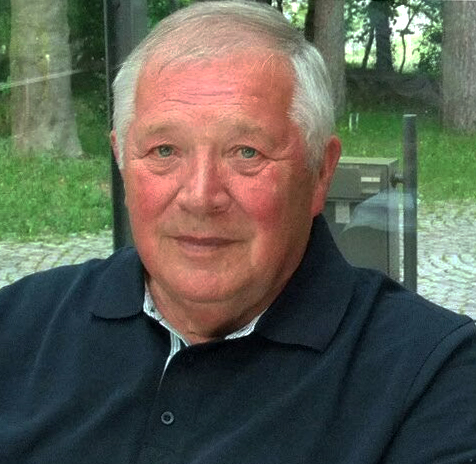
Hans Berger (2018)

Hans Berger, né le 28 février 1938 à Alsdorf et mort le 6 octobre 2022 à Sarrebruck, est un syndicaliste et homme politique allemand (SPD). De 1990 à 1998, il est député du Bundestag et de 1990 à 1997 président de l'IG Bergbau und Energie. Il est maintenant membre de l'IG Bergbau, Chemie, Energie et vit à Klarenthal (Sarrebruck).

## Biographie
Après l'école primaire, Berger suit de 1953 à 1956 une formation de mineur, puis travaille dans l'exploitation minière souterraine de la mine Anna à Alsdorf.
Au début de son apprentissage, Berger est impliqué dans IG Bergbau et IG Bergbau und Energie. En 1949, il est devenu membre des Falken. Il y est actif pendant de nombreuses années en tant que jeune et dirigeant d'association locale. En 1957, il est élu secrétaire et plus tard président du groupe local de l'IG Bergbau und Energie à Alsdorf. En 1961, il est élu au comité d'entreprise de la mine Anna.
Lorsqu'il commence son activité syndicale bénévole, Berger suit une série de cours à l'école syndicale d'Haltern am See.
De 1964 à 1966, il étudie à l'Académie du travail de Francfort, où il travaille comme assistant pendant un an. Après avoir terminé son séjour à Francfort, il devient secrétaire de son syndicat et travaille comme enseignant à l'école syndicale de Haltern, puis onze ans comme comité d'entreprise et secrétaire des négociations collectives dans le district de Rhénanie.
En 1978, Berger est nommé directeur de district de son syndicat en Sarre. En 1984, il est élu au comité exécutif de son syndicat, en 1988, il en est son deuxième président et 1990 son premier président.
Pendant son mandat de président, le travail est difficile dans le cadre de la réunification et les durs conflits dans les industries de l'énergie et des mines ont diminué en raison de nombreuses ruptures structurelles. Berger joue également un rôle clé dans la fusion de son union avec le syndicat de la chimie et du cuir .
Berger siège à d'importants conseils de surveillance dans les industries minière et énergétique, principalement en tant que vice-président.
En 1990, Berger est élu vice-président de l'Association internationale des mineurs.
En 1995, l'association fusionne et Berger devient président de la Fédération internationale des syndicats des travailleurs de la chimie, de l'énergie, des mines et des industries diverses (ICEM). Il occupe ce poste jusqu'à sa retraite à la fin de 1998.
Hans Berger rejoint le SPD en 1957, où il exerce de nombreuses fonctions. De 1972 à 1978, il est membre du conseil de l'arrondissement d'Aix-la-Chapelle.
De 1990 à 1998, il est député du Bundestag pendant deux legislatures où, il travaille au Comité économique et au Comité de politique sociale. Berger est élu via la liste d'état du SPD en Rhénanie du Nord-Westphalie.
De 1978 à 1984, il est membre du conseil d'administration de l'Union fédérale des mineurs, de 1988 à 1991 son président.
Pour son travail et ses services, Berger la croix de commandeur de l'ordre du Mérite de la République fédérale d'Allemagne , le prix Peter Beier de l'Église évangélique de Rhénanie et le poste de professeur honoraire de l'Université technique Georg Agricola de Bochum.2017 Hans Berger reçoit l'anneau d'honneur de la ville d'Alsdorf.

## Vie privée
Il est marié et a une fille